# Tempest (banda)
Tempest foi uma banda britânica de rock progressivo tendo como seu núcleo os membros Jon Hiseman (Colosseum) na bateria e Mark Clarke (Colosseum, Uriah Heep) no baixo.  No primeiro álbum da banda, a formação era completada por Allan Holdsworth (Soft Machine, Gong, UK) na guitarra, e Paul Williams nos vocais e teclados.  Mais tarde na breve história do Tempest, Ollie Halsall (Timebox, The Rutles) substituiu Holdsworth na guitarra e Williams nos vocais.  O grupo é referido como um "supergroupo menor" nas sleeve notes.  
A banda lançou dois álbuns, Tempest (1973) [originalmente lançado como Jon Hiseman's Tempest], e Living In Fear (1974).

## Lista de músicas
Abaixo, a lista de músicas de ambos os álbuns:
Tempest – Produzido por Jon Hiseman, gravado em Londres, novembro de 1972
Lado A
1. "Gorgon" (Hiseman/Clarke/Holdsworth) – 5:41
2. "Foyers Of Fun" (Hiseman/Clarke/Holdsworth) – 3:38
3. "Dark House" (Hiseman/Clarke/Holdsworth) – 5:00
4. "Brothers" (Hiseman/Holdsworth) – 3:35

Lado B
1. "Up And On" (Edwards/Holdsworth) – 4:16
2. "Grey And Black" (Clarke/Bottomley) – 2:26
3. "Strangeher" (Clarke/Hiseman) – 4:07
4. "Upon Tomorrow" (Clempson/Hiseman) – 6:15

Living In Fear - Produzido por Gerry Bron, gravado em Londres, outubro/novembro de 1973
Lado A
1. "Funeral Empire" (Halsall) – 4:25
2. "Paperback Writer" (Lennon/McCartney) – 2:30
3. "Stargazer" (Clarke/Bottomley) – 3:36
4. "Dance To My Tune" (Clarke/Bottomley) – 7:50

Lado B
1. "Living In Fear" (Halsall) – 4:19
2. "Yeah Yeah Yeah" (Halsall/Hiseman) – 3:40
3. "Waiting For A Miracle" (Halsall) – 5:18
4. "Turn Around" (Clarke/Bottomley) – 6:12

## Integrantes
- Mark Clarke: baixo, teclados, vocais
- Ollie Halsall: guitarras, sintetizadores Moog, Piano, Vocais (somente no álbum Living in Fear)
- Jon Hiseman: Bateria, percussão
- Allan Holdsworth: guitarras, violino, vocais
- Paul Williams: vocais, violão, teclados